# Unity (Maine)
Unity – miasto w Stanach Zjednoczonych, w stanie Maine, w hrabstwie Waldo.